# A Brit Virgin-szigetek a 2014. évi téli olimpiai játékokon
A Brit Virgin-szigetek az oroszországi Szocsiban megrendezett 2014. évi téli olimpiai játékok egyik részt vevő nemzete volt. Az országot az olimpián 1 sportágban 1 sportoló képviselte, aki érmet nem szerzett.

## Síakrobatika
Akrobatika
| Versenyző   | Versenyszám  | Selejtező | Selejtező | Selejtező | Döntő    | Döntő    | Döntő    |
| Versenyző   | Versenyszám  | 1. futam  | 2. futam  | Hely.     | 1. futam | 2. futam | Helyezés |
| ----------- | ------------ | --------- | --------- | --------- | -------- | -------- | -------- |
| Peter Crook | Férfi félcső | 24,20     | 25,20     | 27.       | kiesett  | kiesett  | kiesett  |